# Low Orbit Ion Cannon
Low Orbit Ion Cannon(LOIC)은 C 샤프로 개발된  오픈 소스 기반 네트워크 스트레스 테스트 및 서비스 거부 공격 애플리케이션이다. LOIC는 처음에 Praetox Technologies에 의해 개발되었으나 나중에 퍼블릭 도메인으로 공개되었으며 현재는 여러 오픈 소스 플랫폼에서 이용이 가능하다.

## 같이 보기
- 포크 폭탄
- 죽음의 핑
- 화이트햇